# Jiashan
Jiashan (嘉善县,  Jiāshàn Xiàn) ist ein Kreis der bezirksfreien Stadt Jiaxing im Norden der chinesischen Provinz Zhejiang. Er hat eine Fläche von 505,9 km² und zählt 648.160 Einwohner (Stand: Zensus 2020).

## Administrative Gliederung
Auf Gemeindeebene setzt sich Jiashan aus drei Straßenvierteln und sechs Großgemeinden zusammen. Diese sind:
| Straßenviertel Weitang (魏塘街道), Sitz der Kreisregierung; Straßenviertel Huimin (惠民街道); Straßenviertel Luoxing (罗星街道); Großgemeinde Dayun (Großgemeinde) (大云镇); | Großgemeinde Ganyao (干窑镇); Großgemeinde Taozhuang (陶庄镇); Großgemeinde Tianning (天凝镇); Großgemeinde Xitang (西塘镇); Großgemeinde Yaozhuang (姚庄镇). |